# Mellingburger Schleuse
Die Mellingburger Schleuse (nach Wilhelm Melhop als Mellenburger Schleuse bezeichnet) befindet sich an der oberen Alster in Hamburg-Sasel und dient heute der Regulierung des Wasserstandes der Alster am unteren Schleusentor.

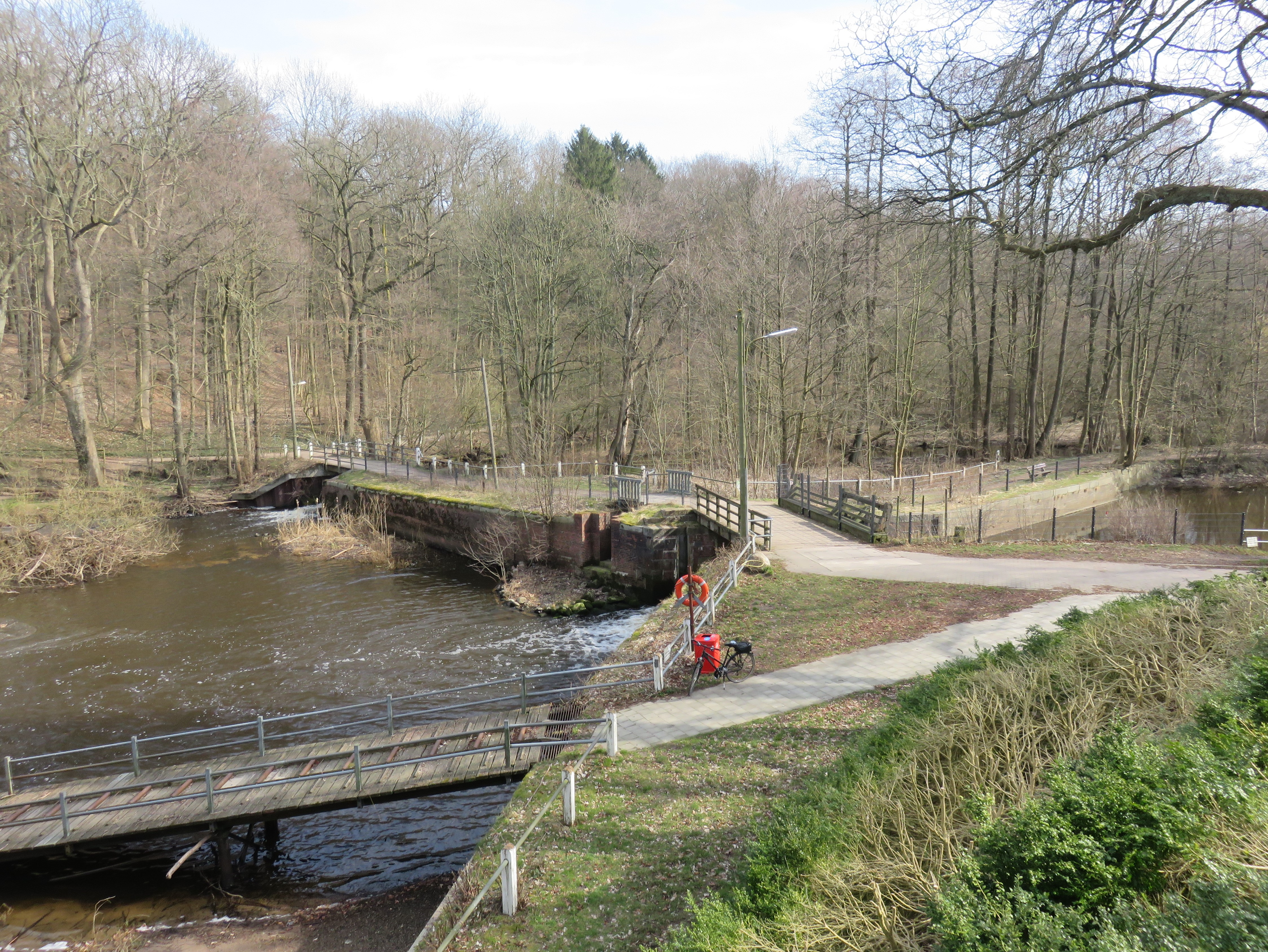
Schleusenbecken und unteres Schleusentor, links davon die nicht mehr funktionsfähige Fischtreppe und weiter links der Auslauf des Schleusenumlaufs.

Mit dem Bau einer Schiffsverbindung zwischen Lübeck und Hamburg, dem Alster-Trave-Kanal, im Jahr 1448, wurde sie als Stauschleuse mit einem Wehr gebaut. 1520 wurde die Mellingburger Schleuse zur Kammerschleuse mit zwei Wehren erweitert und war Teil des Schifffahrtweges der Alster, der für die Stadtentwicklung Hamburgs von großer Bedeutung war.

## Geschichte

### 14. bis 18. Jahrhundert
Im Jahr 1365 ging die Alster nebst ihrem Ufer in ihrer Nutzung aus dem Besitz der Holsteiner dauerhaft in das Eigentum der Hamburger über. Die Besonderheit zum Besitz der Ufer ergab sich dadurch, dass die Alster nicht schiffbar, sondern nur flößbar war und damit nicht den kaiserlichen zustehenden Rechten an schiffbaren Strömen unterlag.
1446 schlossen die Stadt Hamburg mit Herzog Adolf von Schleswig-Holstein, Stormarn und Schauenburg einen Vertrag, eine Schiffsverbindung zwischen Lübeck und Hamburg, den Alster-Trave-Kanal (auch als Alster-Beste-Kanal bezeichnet), zu bauen. 1448 begannen die Arbeiten zur Kanalisierung des Flusslaufes und zum Bau diverser Schleusen zur Regulierung der Wasserstände des Wasserweges. Wie die Mellingburger Schleuse waren sie einfache aufziehbare Wehre (Stauschleusen). Beim Öffnen der Schleuse glitten die Schiffe auf der Flutwelle zur nächsten Schleuse. Während des Schleusenvorganges floss stetig das Wasser aus dem Oberlauf über das aufgezogene Wehr ab, was mit viel Wasserverlust verbunden war. Aufgrund großer Schwierigkeiten beim Ausbau des Kanals längs des Nienwohlder Moores wurden die Arbeiten zur Schiffsverbindung zwischen Lübeck und Hamburg eingestellt.
Davon unbenommen setzte Hamburg den Ausbau der Alster und den Bau der Schleusen von Bargfeld-Stegen abwärts fort. Der Transport von Holz und Segeberger Kalk nach Hamburg sollte dadurch erleichtert werden. Der Abschnitt von Wohldorf über die Mellingburger Schleuse bis nach Hamburg dauerten mehr als ein Jahrzehnt. Der flussaufwärts liegende Abschnitt von Bargfeld-Stegen wurde erst 1465 fertiggestellt.

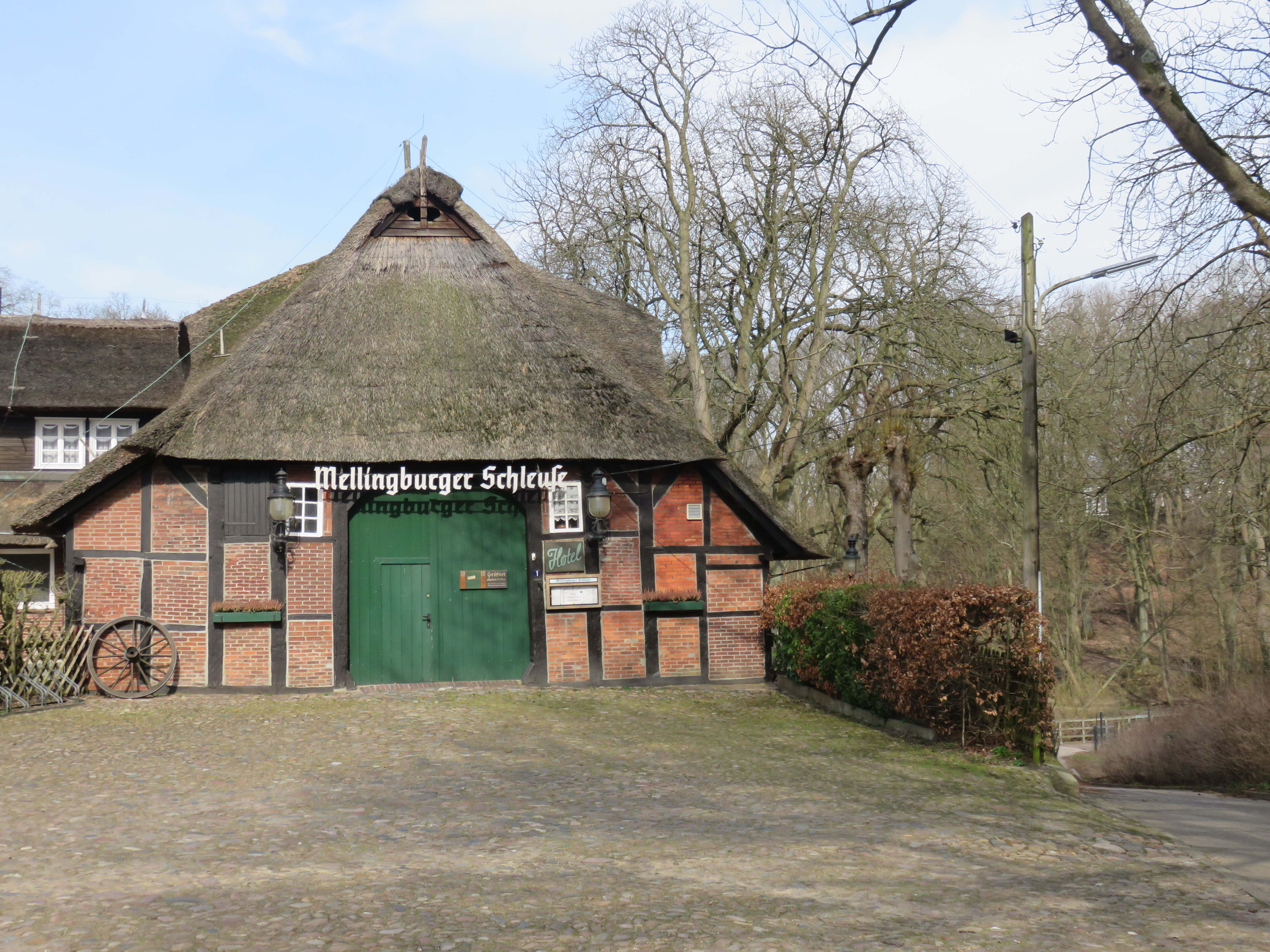
Ehemaliges Schleusenmeisterhaus der Mellingburger Schleuse

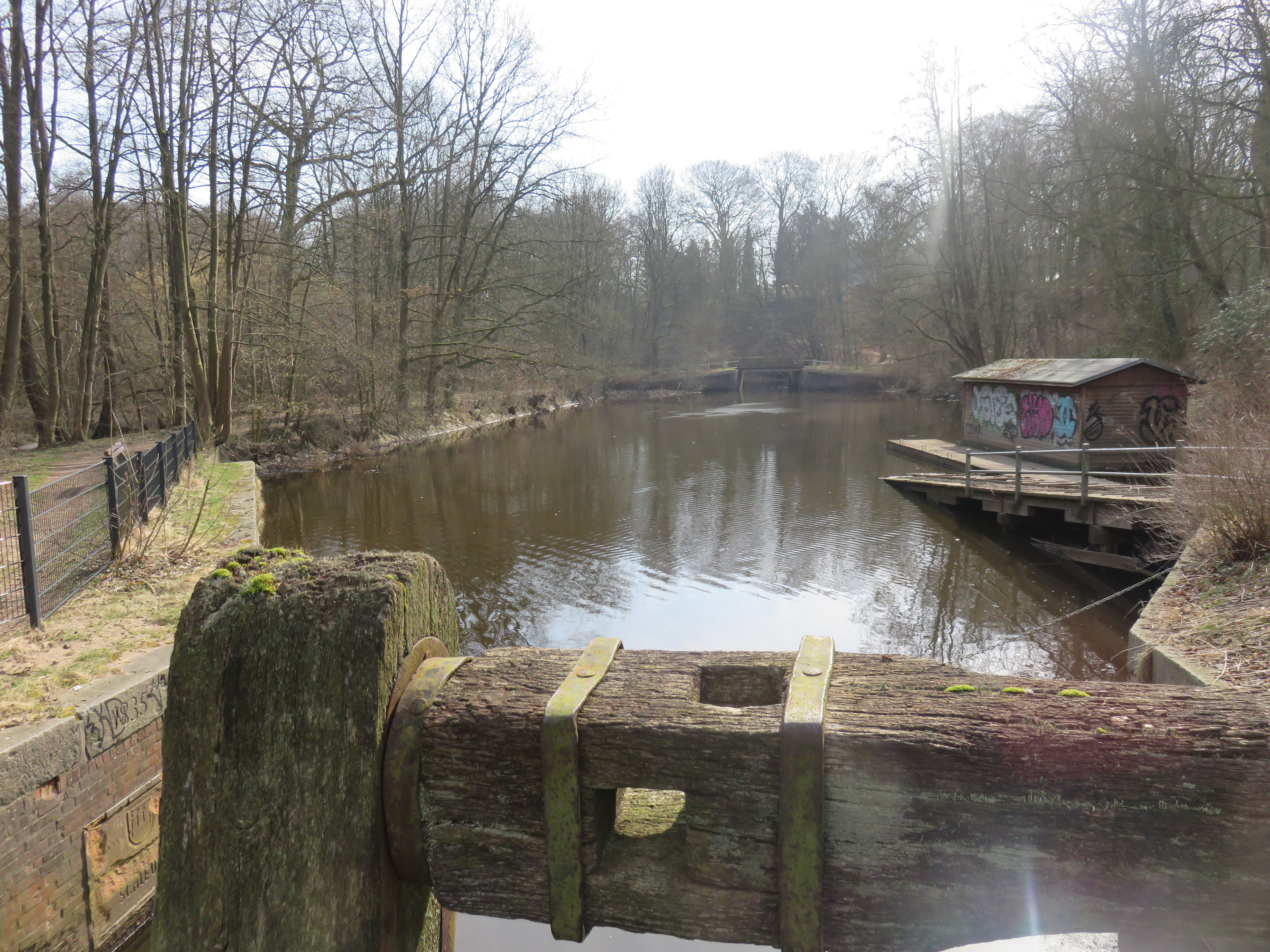
Blick vom unteren Schleusentor auf die Schleusenkammer der Mellingburger Schleuse, im Vordergrund die Schüttenwinde

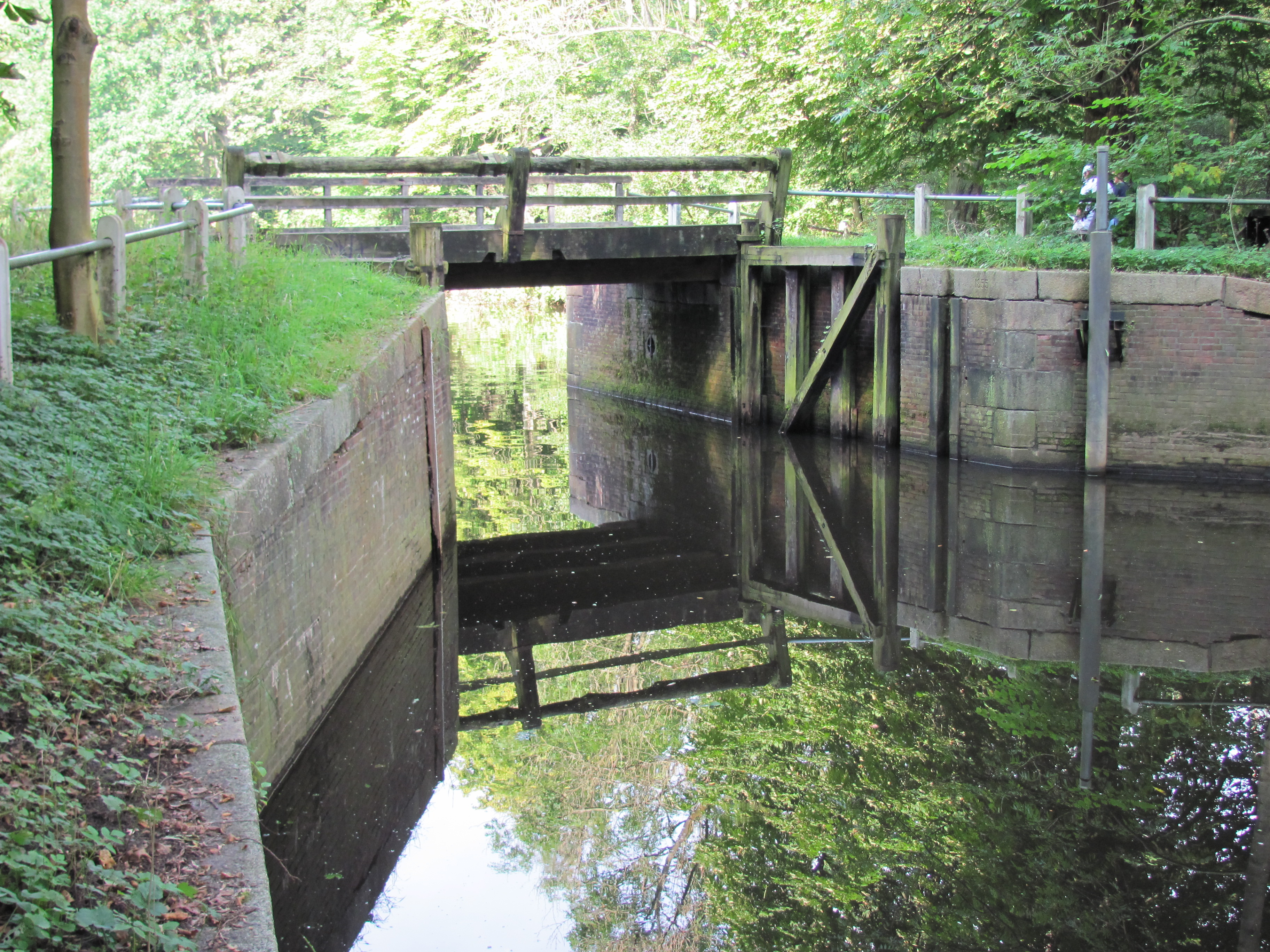
Offenes obere Schleusentor (Baujahr 1855), längs zur Brücke die Schüttenwinde

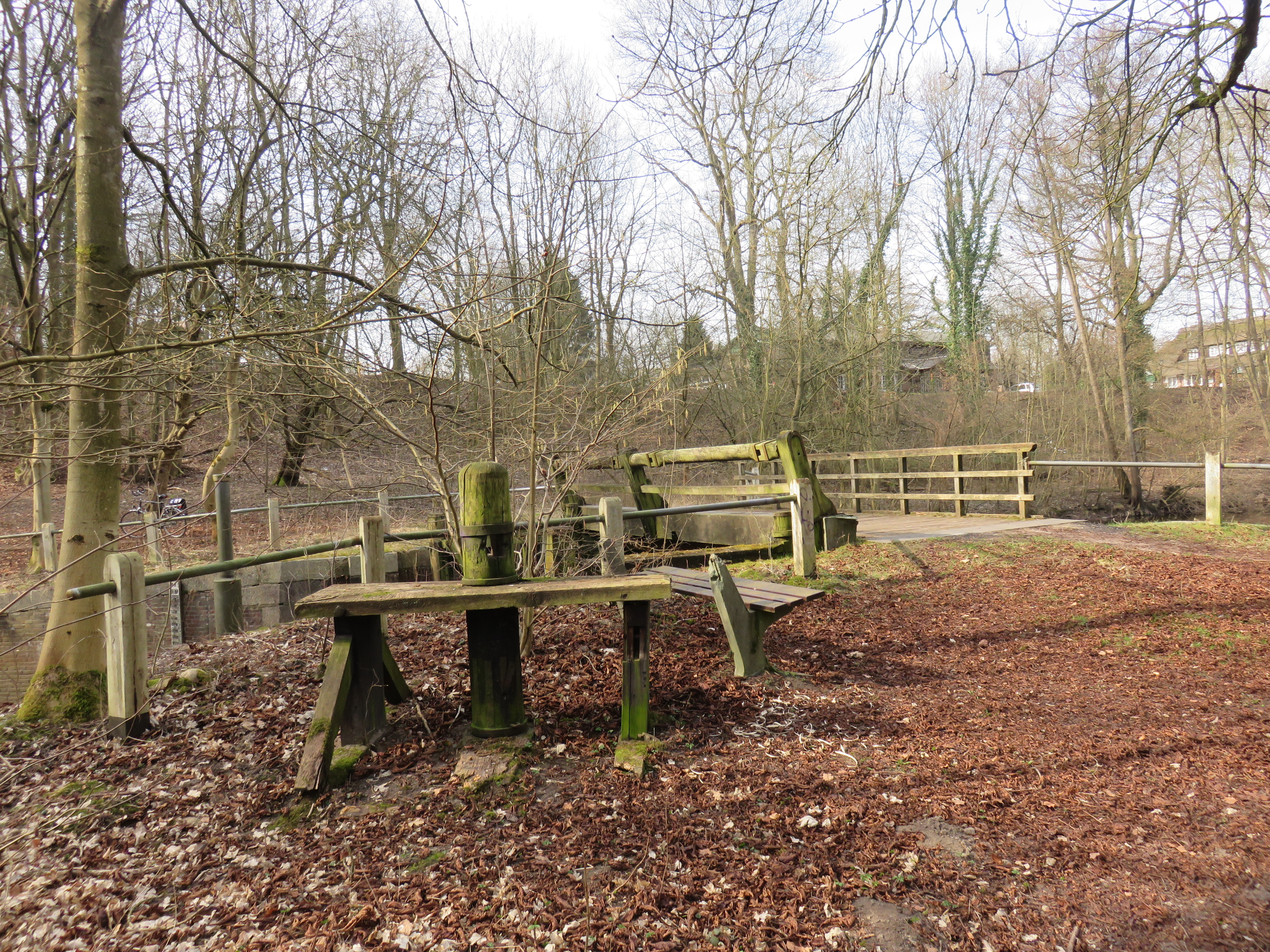
Oberes Schleusentor, Erdwinde zum Öffnen des Schleusentores

Das Mellingburger Schleusenmeisterhaus wurde 1520 vom Hamburger Senat im Zusammenhang mit dem Bau der Schleuse errichtet. Der Schleusenmeister stand im Dienst des Hamburger Senats, wie auch der Schleusenbetrieb der Hamburger Gerichtsbarkeit unterlag. Die Alster mit seinen Schleusen lagen im Hamburger Einschlussgebiet innerhalb des holsteinischen Gebiets. Die Schiffbarkeit der Alster und der Schleusenbetrieb wurde vom Hamburger Senat unterhalten.
1525 wurde der Plan, einen Schifffahrtsweg zwischen Lübeck und Hamburg herzustellen, wieder aufgegriffen. Die ursprünglich als einfache Stauschleuse gebaute Mellingburger Schleuse wurde von 1528 bis 1529 als Doppelschleuse gebaut, um die nötige Wassertiefe für die Schiffe herzustellen, auch der Wasserverlust (Schleusenverlust) beim Schleusenvorgang wurde damit deutlich gesenkt.
Die Schleusenkammer zwischen den beiden Schleusentoren war 77,4 m lang und 48,7 m breit. Es konnte damit etwa 20 Alsterschiffe aufnehmen. Das obere Schleusentor staute das Wasser mittels zweier übereinanderstehender Schütten auf 2,50 m, entsprechend einem Wasserstand von + 15,95. Das untere Schleusentor war nur mit einer Schütte von 5 Fuß (1,43 m) ausgeführt, das einem Wasserstand (Schlagschwelle) von + 13,38 m ergab. Für Wartungsarbeiten der Schleuse wurde ein Schleusenumlauf angelegt.
Der gesamte Kanalbau zwischen Lübeck und Hamburg mit den Treidelwegen, Brücken und Schleusenwärterhäusern wurde Mitte 1529 fertiggestellt. Schon im August 1529 erreichten die ersten vier mit Kaufmannsgütern voll beladenen Lastschiffe aus Lübeck – die Mellingburger Schleuse passierend – Hamburg. Bereits 25 Jahre später wurde dieser Schifffahrtsweg wegen Wassermangel im Kanal und aus finanziellen Gründen wieder aufgegeben.
Der Schiffsverkehr auf der Oberalster bis nach Hamburg blieb dagegen erhalten. Zum Einsatz kamen hölzerne Kähne, die sogenannten Alsterböcke, die 15 bis 24 Meter lang und 3,5 bis 5 Meter breit waren. Für den Häuserbau benötigte die Stadt Hamburg viel Bauholz, das aus dem noch waldreichen Alstertal transportiert oder auch geflößt wurde. Zusätzlich wurden auch große Mengen an Torf, Feldsteine, Ziegel, Segeberger Kalk und Getreide transportiert.
1573 erfolgte ein Neubau der Mellingburger Schleuse. Die Kosten für die Instandhaltung, den Betrieb und Neubau trugen die Stadt Hamburg als Eigentümer der Schleusen. Als Nutzungsgebühr wurde von jedem Alsterschiff 1 Taler erhoben. Schiffe mit einer Holzladung mussten dem Schleusenmeister ein oder zwei Kloben Holz liefern. Neben den allgemeinen Aufgaben der Schleusenmeister, musste der Mellingburger Schleusenmeister dem Bergstedter Pastor Lebensmittel liefern.
Spätere Erneuerungen der Schleuse sind erst wieder im 19. Jahrhundert vermerkt.
Auf der Westseite der Schleuse befindet sich das Schleusenmeisterhaus, das in der 2. Hälfte des 16. Jahrhunderts (2. Hälfte) und in der 1. Hälfte des 17. Jahrhunderts (1. Hälfte) sowie 1717 ausgebaut wurde. Das heute noch aus dieser Zeit existierende Gebäude steht seit 1958 unter Denkmalschutz. Den Schleusenmeisterdienst der Mellingburger Schleuse führten seit dem 17. bis Anfang des 20. Jahrhunderts nahezu durchgehend Mitglieder der Familie Timmermann aus, die selbst im Besitz größerer Ländereien im Alstertal waren. Über dem Eingangstor des Schleusenmeisterhauses steht in einen Balken eingerittst „AN. O. H. TM– 1717“ und erinnert wohl an Heinrich Timmermann. Letzter Schleusenmeister war Johannes Timmermann (1867–1931). Der Schleusenmeister besaß auch das Schankrecht, womit das Schleusenmeisterhaus auch als Wirtshaus den – bei den Schleusungen wartenden – Alsterschiffern diente.

### 19. und 20. Jahrhundert
1813 gab es noch 48 Alsterkähne, mit denen Holz, Torf, Zielesteine oder Kalk transportiert wurde. Von Heidkrug bis nach Hamburg benötigten die Schiffe zwei Tage mit Übernachtung an der Poppenbütteler Schleuse, im Winter dauerte die Strecke drei Tage mit Übernachtungen in Duvenstedt und Fuhlsbüttel. Gelenkt wurde das Schiff von zwei Männern, wobei einer vorne und der andere hinten das Schiff mit Staken im Strom hielten. Die Bergfahrt (Flussaufwärts) dauerte mit meist leeren Schiffen 12 Tage. Dies geschah in der Weise, dass von drei oder vier Frauen die Kähne mit einem Seil, das an der Bootsspitze befestigt war, flussaufwärts entlang des Leinpfades (auch Treidelpfad genannt) zogen. An der großen Alsterschleife, am Treudelberg, kurz vor der Mellingburger Schleuse, konnten die Kähne weiter flussaufwärts gestakt werden.
Nach dem Hamburger Brand im Mai 1842 war zum Wiederaufbau der zu einem großen Teil zerstörten Stadt der Transportweg über die Alster zur Beschaffung von Baumaterialien von großer Bedeutung.
In den Jahren 1835 und 1855 wurden die aus Ziegeln bestehenden Bauwerke des unteren bzw. oberen Wehres der Mellingburger Schleuse erneuert (Siehe Bild: Inschrift von 1835 auf der rechten Seite am unteren Schleusentor). Der verwendete Romanzement erwies sich als nicht haltbar und musste 1855 durch Portlandzement ersetzt werden. Die Einfassung der Schleusenkammer mit Spundwänden, Steinböschungen, Anschlussvorsetzen sowie mit Treppen und Stegen längs der Ostseite erfolgte im Jahr 1869. 
Nach Beendigung der Lastschifffahrt im Jahr 1910 wurde die Schleusenfunktion nicht mehr benötigt. Das obere Schleusentor mit den Schleusentorflügeln verlor damit seine Funktion und blieb offen, die verfallenen Schotten wurden entfernt. Für das untere Schleusentor (Oberhaupt) mit zwei Flügeln mit je drei 1,35 Meter langen Schütten verblieb die Funktion des Wehres zur Wasserstands-Regulierung der Alster. Für den zunehmenden Paddelbootverkehr auf der Alster wurden am unteren Schleusentor Rampen zum Bootstransport errichtet.
1958 wurde die Schleuse unter Denkmalschutz gestellt.
1959 wurden die Holzteile der Schleuse erneuert, so der obere Stemmtoranschlagbalken aus Bongossi (Eisenholz), die Brücken aus Nadelholz und alle weiteren Teile aus Eiche. Damit wurde die Form der Schleuse, wie sie bis zum Ende des 19. Jahrhunderts in Europa üblich war, erhalten.
In den Jahren 1998 – 2000 erfolgte eine Grundinstandsetzung der Mellingburger Schleuse betreffend der Wehrklappe mit Stahlbetonsohle und der verklinkerten Seitenwänden aus Stahlbeton am Unterhaupt, der Brücken am Ober- und Unterhaupt, der Holzgeländer am Becken sowie der Herstellung des neuen Umlaufgrabens.

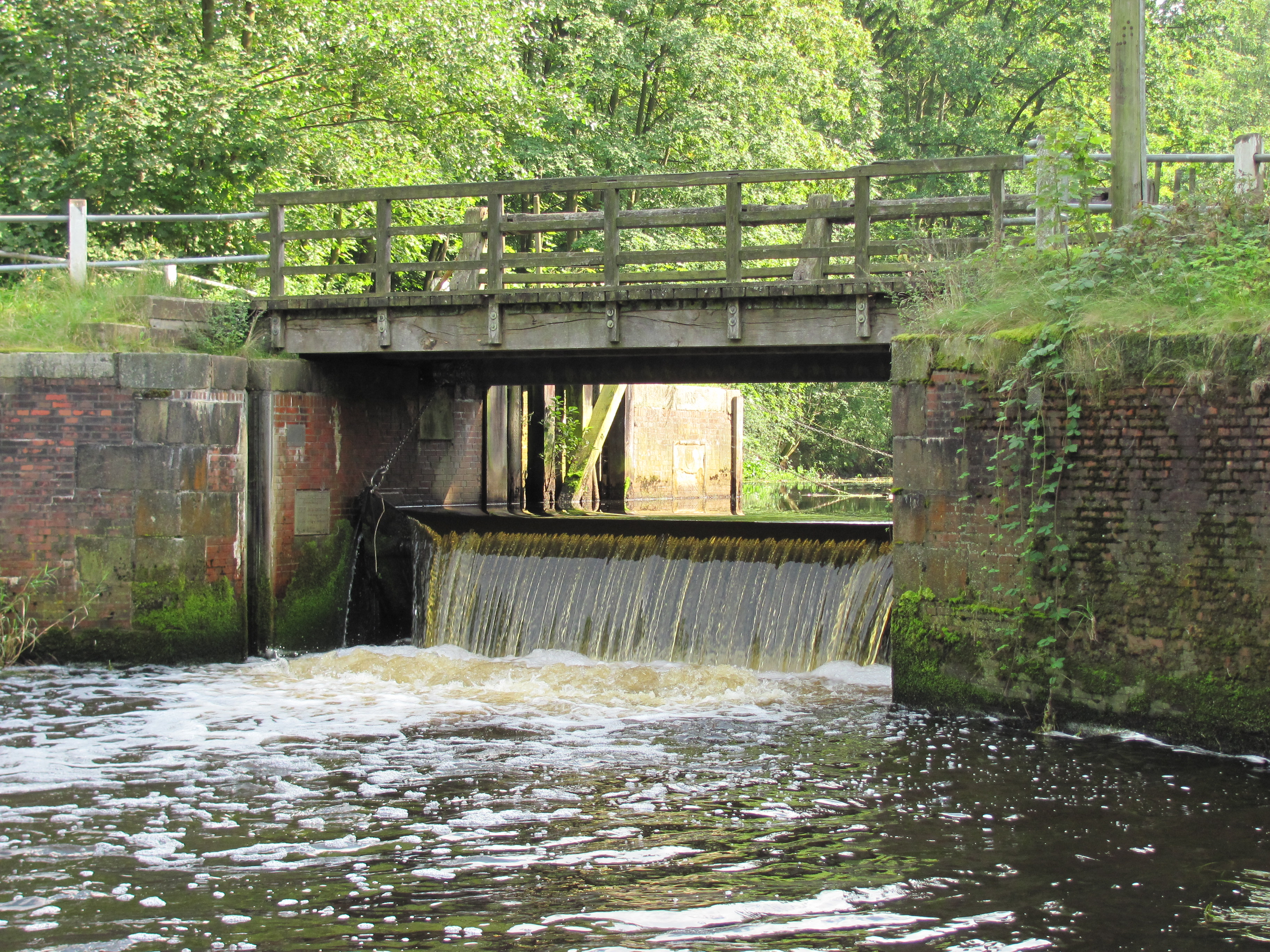
Unteres Schleusentor der Mellingburger Schleuse
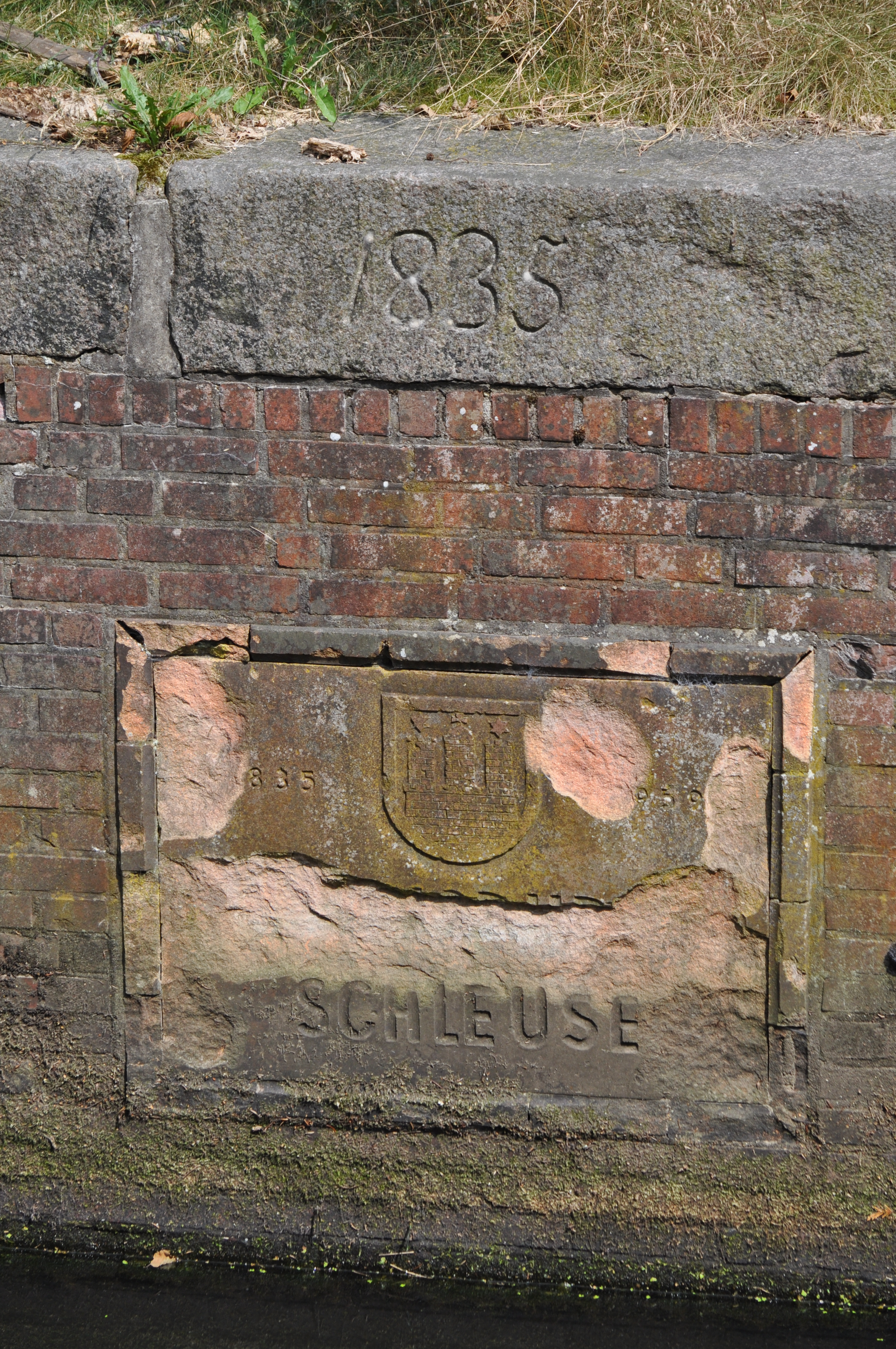
Inschrift von 1835 auf der rechten Seite am unteren Schleusentor.
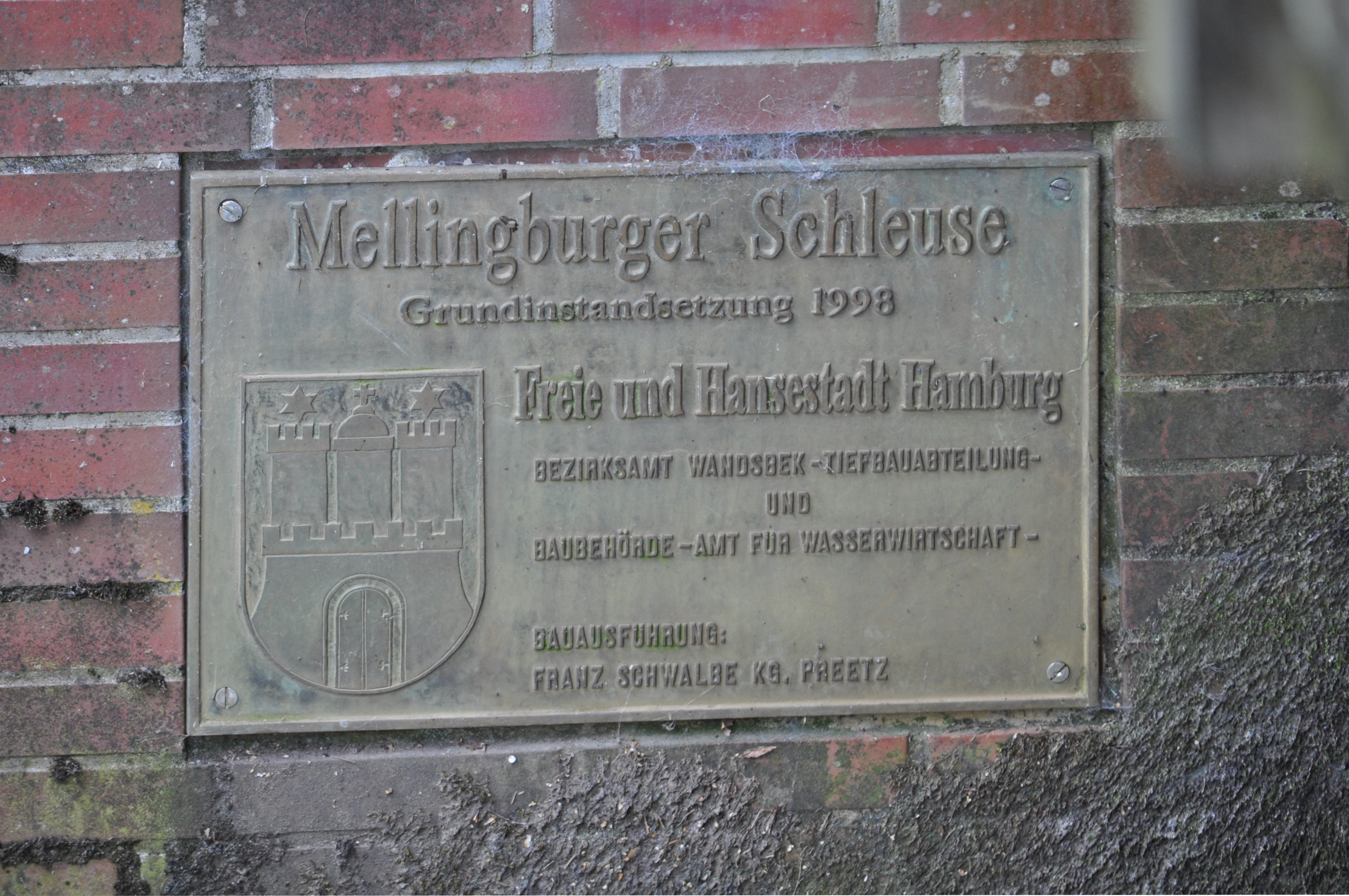
Tafel von 1998 auf der rechten Seite am unteren Schleusentor.

### 21. Jahrhundert
Die Mellingburger Schleuse in ihrer heutigen Form besteht seit ihrer Errichtung in den Jahren 1854/55. Heute reguliert die Schleuse nur noch den Wasserstand der Alster. Das ehemalige Schleusenmeisterhaus ist heute Teil der dortigen Hotelanlage.
Für die unter Denkmalschutz stehende Schleusenanlage besteht seit mehreren Jahren ein Sanierungsbedarf, der auch 2016 zu einer entsprechenden Anfrage an den Hamburger Senat geführt hat.
Nach Mitteilung des Bezirksamts Wandsbek finden seit dem 25. November 2024 vorbereitende Arbeiten für die Sanierung der Mellingburger Schleuse statt. Die Bauzeit für die Grundinstandsetzung soll rund ein Jahr betragen. Im Anschluss erfolgt eine weitere Baumaßnahme, um einen Fischaufstieg ähnlich der Poppenbütteler Schleuse herzustellen.